# Andrew Stockdale
Andrew Stockdale (20 de julio de 1976) es un músico australiano. Actual guitarrista y cantante del grupo de Hard rock, Wolfmother. Andrew terminó la carrera como Licenciado en letras de la Fotografía de la Universidad RMIT en 1999 y trabajó como fotógrafo antes del lanzamiento de Wolfmother.

## Biografía
Andrew James Stockdale nació el 20 de julio de 1976. Su padre era un artista autodidacta y pintor en las fuerzas aéreas, y su madre es una exbailarina de ballet. [1] Stockdale fue criado en Ashgrove, Brisbane y educado en la Escuela Estatal de Ashgrove, Wimbledon Middle School, The Gap State High Escuela y Kelvin Grove Escuela Superior del Estado. [1] Él vivió brevemente en Wimbledon Village, Londres cuando era niño. [2]
Estilos y métodos
Influencias de Stockdale son los más comúnmente citados entre finales de los años sesenta y principios de los setenta y los guitarristas de hard rock heavy metal. Vocalmente comparado a un "cruce entre Robert Plant y Ozzy Osbourne" por Allmusic [3], sus travesuras de guitarra y personaje de la etapa suelen atribuirse a Tony Iommi de Black Sabbath, mientras que su estilo a menudo se puede comparar con rock progresivo como Pink Floyd[cita requerida].
Stockdale toca guitarras Gibson, todo un estándar SG 1972 con un cordal de vibrato Bigsby en vintage sunburst. También ha sido visto usando un 1961 Gibson SG Reissue. Otras veces se utiliza una Gibson Dot Studio ES-335, una Gibson Flying V blanco y un blanco alpino Gibson EDS-1275 con el hardware de oro. Para la grabación del álbum Wolfmother usó un préstamo Gibson ES-355 a través de un Marshall 1960. Al tocar en directo, que utiliza un Vox AC30 y un JMP Marshall. En el pasado Stockdale se ha observado que utilizar amplificadores Orange y gabinetes. Stockdale también afirma utilizar una Fender Stratocaster, aunque él prefiere las guitarras Gibson.[cita requerida] En los últimos tiempos también se ha empezado a utilizar un blues Hohner Harmonica Maestro micrófono para algunas voces.
Pedalera actual Stockdale consiste en un Boss TU-2, Bone Tone Radial, Fulltone Clyde wah, un Fulltone Supa Trem-, un Microsynth Electro-Harmonix, un phaser Electro-Harmonix Small Stone, un refuerzo de CA y un Digitech Whammy I (bloqueado en su lugar y listo para una octava más alta). Todos son parches en un auténtico bypass looper / conmutador de matriz y son alimentados por una Labs Voodoo Pedal Power 2 +.